# 北四番丁通り

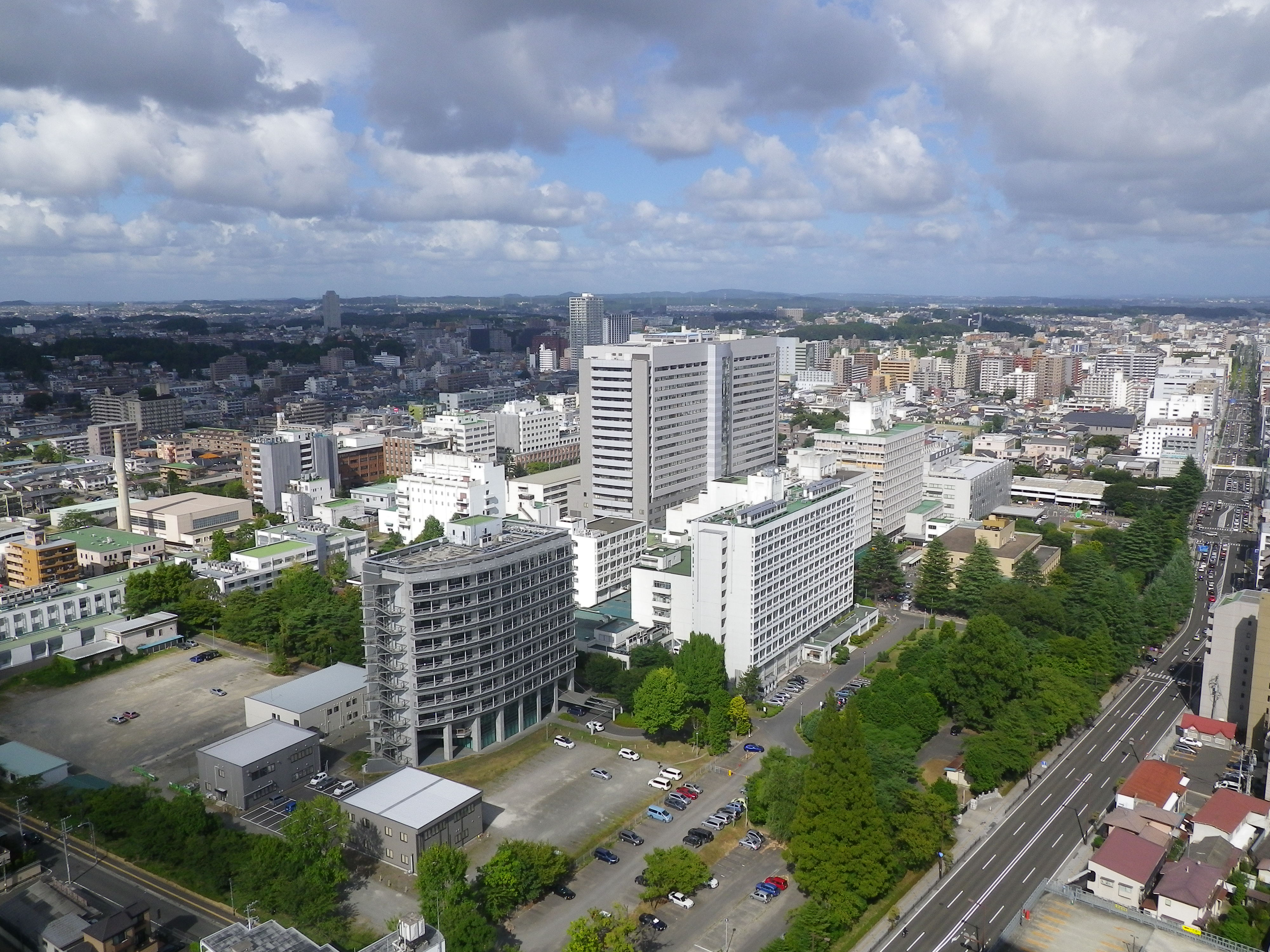
東北大学星陵キャンパス（東北大学病院ほか）と、その南辺を写真右側の上下において縦走する北四番丁通（2012年9月）

北四番丁通り（きたよばんちょうとおり）は、宮城県仙台市青葉区を東西に走る道路のひとつである。西端が土橋通、東端が宮町通りであり、区間途中の勾当台通より西側は宮城県道31号仙台村田線となっている。その勾当台通との交差点地下には仙台市地下鉄南北線の北四番丁駅がある。路線の名称は仙台市の歴史的町名等活用推進事業により制定された。北四番丁は江戸時代に侍の町だった所である。

## 歴史

### 西側（県道31号区間）
仙台城下町は、広瀬川の支流がつくりだす「巴谷」（「へくり沢」とも）によって、大崎八幡宮の門前町である八幡町とは分けられていた。明治時代になって、北三番丁の西端に土橋が造られ、北三番丁が八幡町との間の主要交通路となった。北四番丁はなお、西側の八幡町とは接続していなかったが、昭和初期に整備され八幡町と繋がった。その後、北四番丁が拡幅され、1941年（昭和16年）に仙台市電八幡町線が全線開業し、八幡町への主要路は北四番丁へと移った。戦後から2016年3月まで、関山峠を経て山形に至る国道48号の一部であった。2008年（平成20年）3月末には、東北大学病院前で行われていた拡幅工事が完了した。

### 東側（市道 北四番丁岩切線区間）
それまで北四番丁の東端は、宮町通以東で迷路状になっていたため、より北側を通る北六番丁が宮町以東で梅田川を渡って利府街道へと繋がっていた。その後、都市計画道路・北四番丁岩切線の建設により、北六番丁に替わって北四番丁が利府街道への主要接続路となった。
全線開通した当初は仙台市営バス「東仙台営業所線」（現在の110系統・115系統）が北六番丁経由から北四番丁経由に変更された（宮町 - 中江間西行き一方通行の時代も、堤通雨宮町の代わりに勝山公園・附属小学校前を経由していた時期があった）。北六番丁～花京院間の上杉・錦町地区は、中央循環の廃止により市役所・一番町方面へ向かうバス路線が皆無となり、その代替措置として同路線の経路変更が検討され、比較的他路線との重複が多い同路線が選定され、道路完成と同時に経路変更が実行された。これにより二の森地区・光が丘地区は北六番丁経由が消滅したものの、それ以外の地域では北六番丁（東仙台地区は原町経由県庁市役所）経由・北四番丁経由の選択を行えるようになり、特別大きな混乱は見られなかった。しかし、朝夕の登下校時間帯を中心に混雑が激化した北六番丁経由に対し、バス停間隔が広く、上杉・福沢町区間での利用客が少ない北四番丁経由は終日利用客がまばらな状態であった。この為、拡幅後僅か数年で再び北六番丁経由に再経路変更され、北四番丁経由（勝山公園前停～福沢町停）は廃止された。なお、仙台市営バス東仙台営業所の回送便や、石巻方面との高速バスは現在でも北四番丁を通過している。
道路拡幅時に新設されたセットバック（勝山公園前・上杉五丁目）は、県庁市役所前発着の路線バス（宮城交通・高速バス）及び仙台市営バス回送便の待機スペースとして使用されている。（県庁市役所前付近にはバス駐車場が無い為、同停留所を起点とするバスはこのように一般道路の路肩にて待機することが多い）
- 廃止前のバス停留所

二日町北四番丁（無印） - 勝山公園前 - 上杉五丁目 - 宮町四丁目 - 福沢町

## 交差する道路
| 交差する道路                                | 交差する道路                                   | 交差点    | 路線番号                    | 道路愛称     |
| 南方向                                      | 北方向                                         | 交差点    | 路線番号                    | 道路愛称     |
| ------------------------------------------- | ---------------------------------------------- | --------- | --------------------------- | ------------ |
| 宮城県道31号仙台村田線                      |                                                |           |                             |              |
| 市道青葉1512号川内南吉成線                  | 市道青葉667号土橋通半子町線＜土橋通＞          |           | 宮城県道31号仙台村田線      | 北四番丁通り |
| 市道青葉728号土橋通線＜土橋通＞             | 市道青葉667号土橋通半子町線＜土橋通＞          |           | 宮城県道31号仙台村田線      | 北四番丁通り |
|                                             | 市道青葉724号新坂通2号線＜新坂通＞             |           | 宮城県道31号仙台村田線      | 北四番丁通り |
| 市道青葉725号新坂通3号線＜新坂通＞          |                                                |           | 宮城県道31号仙台村田線      | 北四番丁通り |
| 市道青葉735号支倉通2号線＜支倉通＞          |                                                |           | 宮城県道31号仙台村田線      | 北四番丁通り |
| 市道青葉1162号西公園通線＜西公園通＞        | 東北大学病院正門ロータリー                     |           | 宮城県道31号仙台村田線      | 北四番丁通り |
| 市道青葉1160号木町通本材木町線＜木町通＞    | 宮城県道264号大衡仙台線＜木町通＞              |           | 宮城県道31号仙台村田線      | 北四番丁通り |
| 市道青葉1159号晩翠通線＜晩翠通＞            | 市道青葉757号細横丁線＜細横丁＞                |           | 宮城県道31号仙台村田線      | 北四番丁通り |
| 市道青葉1663号国分町二日町線                |                                                |           | 宮城県道31号仙台村田線      | 北四番丁通り |
| 市道青葉1158号国分町通線＜国分町通＞        | 市道青葉760号青葉神社通線＜青葉神社通＞        |           | 宮城県道31号仙台村田線      | 北四番丁通り |
| 市道青葉1197号区画街路北12号線              |                                                |           | 宮城県道31号仙台村田線      | 北四番丁通り |
| 宮城県道22号線仙台泉線＜勾当台通＞          |                                                |           |                             | 北四番丁通り |
| 市道青葉1206号区画街路北22号線              |                                                |           | 市道青葉743号北四番丁岩切線 | 北四番丁通り |
| 市道青葉765号堤通線＜堤通＞                 |                                                |           | 市道青葉743号北四番丁岩切線 | 北四番丁通り |
| 市道青葉1178号外記丁通線＜外記丁通＞        |                                                |           | 市道青葉743号北四番丁岩切線 | 北四番丁通り |
| 市道青葉1153号愛宕上杉通1号線＜愛宕上杉通＞ | 市道青葉1153号愛宕上杉通1号線＜愛宕上杉通＞    | 上杉1丁目 | 市道青葉743号北四番丁岩切線 | 北四番丁通り |
| 市道青葉1138号中杉山通線＜中杉山通＞        |                                                |           | 市道青葉743号北四番丁岩切線 | 北四番丁通り |
|                                             | 市道青葉1137号宮教大付属小学校前線＜中杉山通＞ |           | 市道青葉743号北四番丁岩切線 | 北四番丁通り |
| 市道青葉1135号光禅寺通線＜光禅寺通＞        |                                                |           | 市道青葉743号北四番丁岩切線 | 北四番丁通り |
| 市道青葉1134号二本杉通線＜二本杉通＞        |                                                |           | 市道青葉743号北四番丁岩切線 | 北四番丁通り |
| 市道青葉1123号杉山通線＜杉山通＞            |                                                |           | 市道青葉743号北四番丁岩切線 | 北四番丁通り |
| 市道青葉1131号宮町通線＜宮町通り＞          | 市道青葉1131号宮町通線＜宮町通り＞             | 宮町3丁目 | 市道青葉743号北四番丁岩切線 | 北四番丁通り |
| 市道青葉743号北四番丁岩切線                 |                                                |           |                             |              |

## 沿道の施設
- 仙台厚生病院跡地
- 東北大学星陵キャンパス
- 東北大学病院
- 仙台市立木町通小学校
- 仙台市木町通市民センター
- 七十七銀行事務センター
- 仙台市地下鉄南北線・北四番丁駅
- 勝山公園
- 仙台北警察署宮町交番